# NGC 7686
NGC 7686 is een open sterrenhoop in het sterrenbeeld Andromeda. Het hemelobject werd op 3 december 1787 ontdekt door de Duits-Britse astronoom William Herschel. Mogelijk is het een asterisme.

## Synoniemen
- OCL 251